# Chiesa di Santa Maria al Giglio
La chiesa di Santa Maria al Giglio è un edificio di culto che si trova in via Ammiraglio Burzagli 124 a Montevarchi.
(Vincenzo da Filicaia, Il pellegrinaggio della ven. Compagnia di S. Benedetto Bianco alla Santa Casa di Loreto, 1676)

## Storia

### La Madonna del Ponte

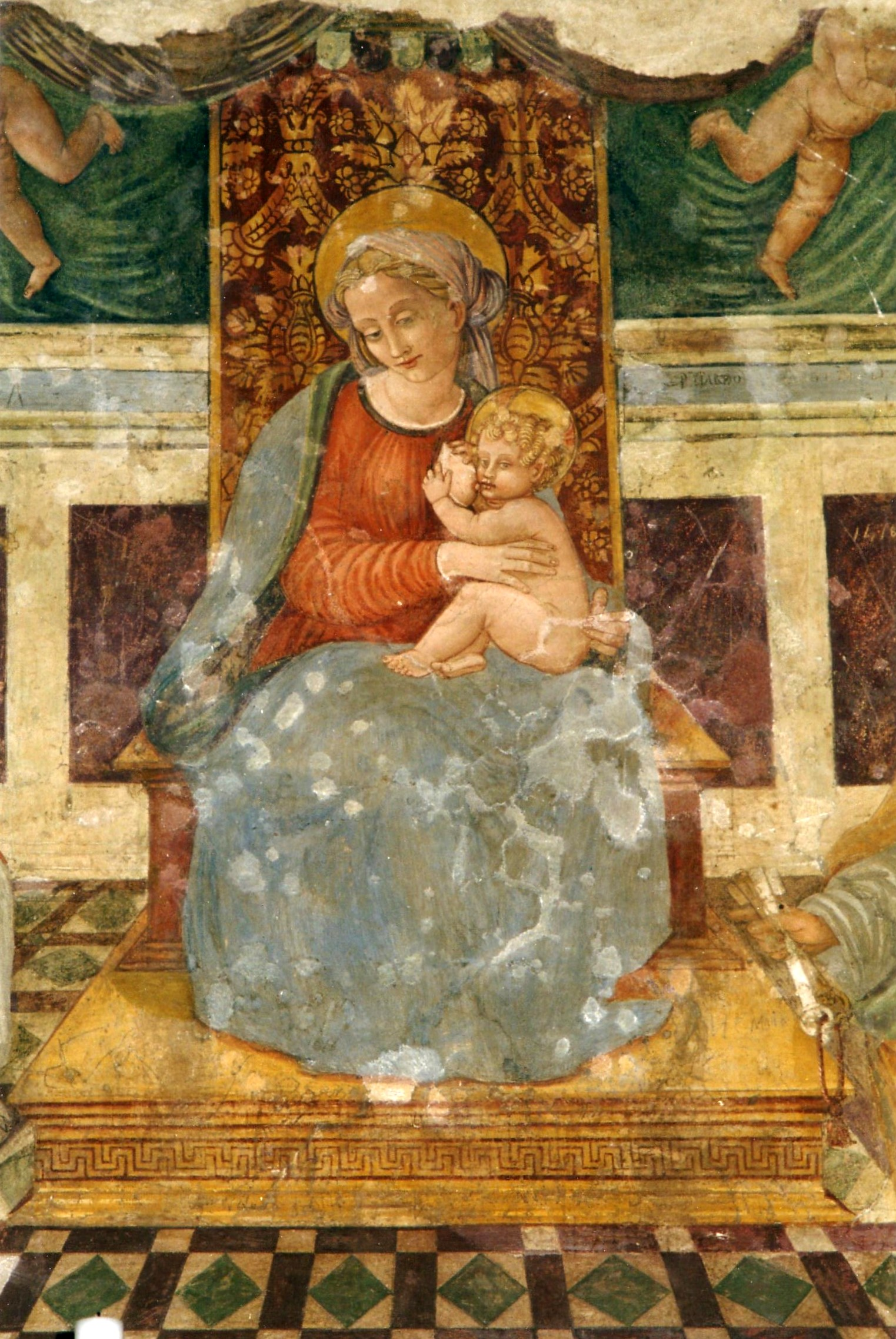
L'affresco miracoloso

Nel XVI secolo il Giglio, oggi popoloso quartiere di Montevarchi, era solo una località di campagna fuori dalle mura della città che prendeva il nome dal lilium, giglio, che qui si coltivava come in altre zone del Chianti fiorentino. L'area era, ed è ancora, attraversata da un torrente che allora si chiamava "Ricasoli" ma che oggi è chiamato "Borro del Giglio", e su questo corso d'acqua sorgeva, e sorge ancora, un ponte in muratura a monte del quale era, oggi scomparso, un madonnino, cioè un tabernacolo detto appunto della Madonna del Ponte.
L'area del ponte e i suoi dintorni erano di proprietà della Confraternita di Santa Maria del Latte e infatti l'affresco sul tabernacolo rappresenta proprio Maria che allatta il Bambin Gesù. Insomma un normale tempietto devozionale posto a un crocicchio di strade e stradine lungo la via che portava a Firenze. Questo almeno fino al «29 agosto del 1585, ... festa di S. Giovanni decollato, [quando] la Madonna volle apparire tutta ridente e festeggiante, in abito bianco, a più persone che presenzialmente si ritrovavano e fu di quei tali tanto lo spavento e il tremore che ne andò il grido alla nostra terra di Montevarchi et a questa voce concorse gran numero di persone non per curiosità ma bene da devozione e non solo in quel giorno si vidde questa apparizione ma anche apparirono altri segni di miracolo». Naturalmente i fedeli accorsero a frotte persino «da paesi lontani et forestieri» per chiedere «la liberazione da moltissime infermità et infortuni». Di conseguenza le autorità religiose e civili di Montevarchi, ovvero in Canonici della Collegiata di S. Lorenzo, competenti per la giurisdizione parrocchiale dell'immagine, gli Operai delta Fraternita di S. Maria del Latte, proprietari del tabernacolo, e il Podestà, il Confaloniere e i Consiglieri del Comune ordinarono «far huomini che con diligenza tenersi cura che le cose andassero rette, acciò l'offerte fatte dalli popoli non fossero tolte e levate e che di quelle se ne tenesse buona cura per farne poi quello che da loro fosse deliberaro insieme con la volonta di monsignor Francesco Diacceti, allora vescovo di Fiesole».
Questi uomini, il 3 novembre 1585 furono chiamati a riferire alle autorità. Lorenzo di Gio. Mechi, canonico della collegiata di Montevarchi, «dixe e provò che li "huomini" preposti alla cura della Madonna del Ponte intendono spendere le offerte ragunate con buona gratia de' superiori e di chi spetta [...] per edificare al Ponte di Montevarchi dov'e la Madonna, una chiesa per trasferirvi l'immagine di Maria e titolo della quale sia S. Maria del Giglio per esercitar il culto [...] in onore delta Madonna; che questa nuova chiesa non poteva farsi in altro luogo più adatto che davanti al ponte suddetto verso Montevarchi [...] nel terreno, che era di proprietà delta Fraternita del Latte, ai cui Operai doveva essere chiesto in dono per amore di Dio e della Madonna; che per la costruzione di questa nuova chiesa si chiedesse il permesso al vescovo di Fiesole et alle autorità del Comune di Firenze e a tale scopo si nominassero "huomini di virtù" adatti allo scopo». E «li prefati rappresentanti fecero huomini deputati per deliberare con monsignore di fare un nuovo tempio e traslatare detta immagine per non essere lei situata in luogo dove si possa edificare; al che furono eletti messer Giuliano Masotti, messer Camillo Buonfigli e messer Giovan Battista Bazzanti, tutti huomini si di virtù come ancora atti a qualsiasi voglia negozio».

### Il processo vescovile

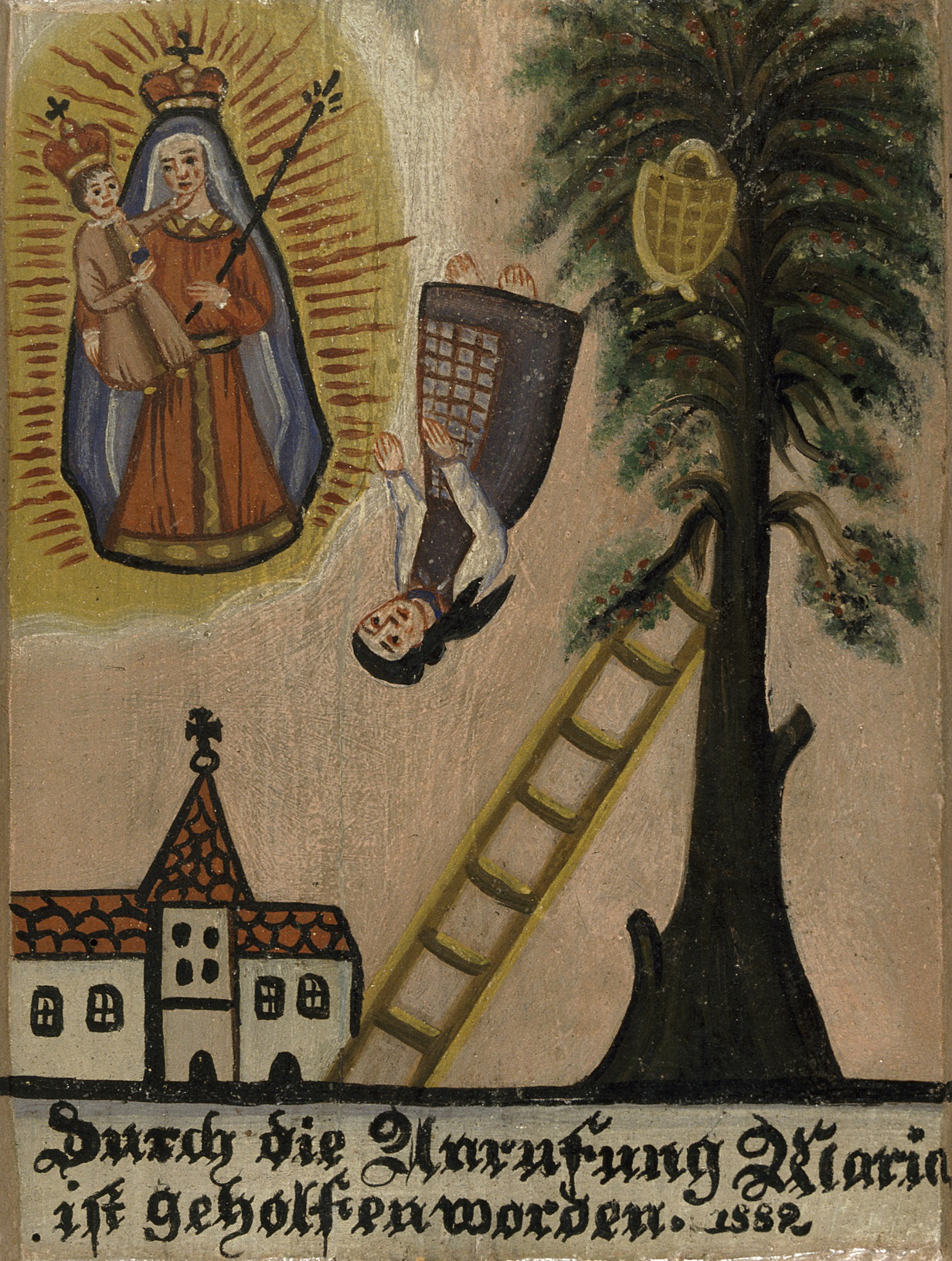
Ex voto mariano

Era al tempo vescovo di Fiesole Francesco Cattani da Diacceto che risiedeva però non a Fiesole ma in un palazzo adiacente alla Chiesa di Santa Maria in Campo a Firenze. Gli incaricati di Montevarchi «comparsi davanti a Monsignore essi esposero la volontà e il desiderio che haveva questa nostra terra di edificare un tempio in onore della beata Vergine Maria [...] Monsignor Vescovo rispose loro che, a norma dei canoni del Concilio di Trento, egli non poteva concedere questa autorizzazione se prima non si accertava se il movimento a favore della Madonna del Ponte era frutto di superstizione, di infatuazione religiosa o di vera devozione. Nell'attesa di questa verifica intanto essi dovevano lasciare la sacra immagine al suo posto e ritirare e conservare le offerte dei fedeli [...] e tor via ogni superstizione».
Poi il 27 maggio 1589 si insediò il tribunale vescovile per ascoltare le testimonianze relative ai fatti del ponte e le grazie concesse dalla Madonna, ma alcune di queste testimonianze sembravano false o non convincenti. Il vescovo congedò allora i montevarchini e archiviò il caso da riaprire in data da destinarsi. Ma quelli non demorsero e il 2 luglio 1589, come da atto notarile di Gostantino Rilli da Poppi, cancelliere del Comune di Montevarchi, i Consiglieri, il Gonfaloniere ed il Podestà di Montevarchi incaricarono Giovanni Battista Bazzanti di andare a sollecitare la decisione del vescovo e di inoltrare un appello in tal senso anche ai Magnifici Otto del Governo di Firenze. Fu forse vedendo tanta ostinazione che il vescovo si convinse di non trovarsi di fronte alla solita chiesa eretta con entusiasmo all'inizio e poi presto abbandonata, ma a una ferma volontà collettiva che investiva non solo i popolani ma anche le alte sfere del governo cittadino e dunque il 4 luglio 1589 emanò la bolla vescovile in cui «Sua Eminenza il Vescovo di Fiesole [...] aderendo alle istanze rivolte dagli uomini del Castello e del Comune di Montevarchi di costruire ex novo una nuova chiesa di trenta braccia di lunghezza e di 15 di larghezza per trasferirvi l'intero tabernacolo posto sopra un ponte della pubblica via fuori del castello di Montevarchi contenente l'immagine di Maria, detta del Giglio, conosciuta per miraculum operato, molto venerata dai fedeli, su terreno concesso dagli uomini della Fraternita del Latte, concede e dà la facolta e la licenza di costruire ed edificare presso lo stesso ponte nella parte superiore verso lo stesso castello di Montevarchi ed in luogo sicuro un oratorio cioè una chiesa col campanile e con la campana sul tetto, con l'altare con tutti i requisiti richiesti et opportuni e di traslatarvi l'immagine di Maria».

## Edificazione della chiesa
Per realizzare l'opera venne costituito un ente apposito chiamato Opera della Madonna del Giglio, con sede nell'attuale sala parrocchiale e soppresso nel 1785, composto da sei membri rinnovabili ogni tre anni: 2 canonici della Collegiata e 4 laici rappresentanti la società civile, la Fraternita del Latte e il Monte Pio. I primi sei furono Lorenzo Menchi e Bernardino Turchi, ecclesiastici, e Giovanni Cianferoni, Piero Lapini, Gregorio Barzanti e Francesco Carmignoli, laici. Sfortunatamente i primi libri contabili e amministrativi dell'Opera, quelli anteriori al 1603, sono andati perduti dunque è impossibile stabilire una data esatta per l'inizio dei lavori, anche se iniziarono probabilmente nello stesso 1589. Di sicuro si sa che il 28 aprile 1604 la tribuna del coro, cioè la parte posteriore all'altare, aveva superato già il tetto della chiesa e si era vicini a metterle il cornicione e a chiuderla; il 24 settembre 1616 il vescovo Baccio Gherardini in visita pastorale annotava che la chiesa non era ancora finita perché mancavano due cappelle e la sacrestia; il 26 aprile 1621 un altro vescovo fiesolano, Tommaso Ximenes, notava che ancora non aveva la facciata.

### L'ingresso
La chiesa, con l'entrata rivolta a Nord-Est, è dotata ancora del portone originale di accesso in legno a due ante che, in origine, si aprivano lungo tutta la lunghezza dello stipite ma sulle quali, successivamente, vennero ritagliate due porte più piccole per l'aggiunta di una bussola interna. Sulle porte spiccano due stemmi gemelli con in campo una torre e incise le iniziali A.B.C. ma è ignoto chi e che cosa rappresentino. Alla destra del portale, oggi murata, rimane una seicentesca cassetta in pietra per le offerte con la dicitura "Limosine per la fabrica" a ricordare che la chiesa fu interamente realizzata con le offerte dei fedeli. 

### Il coro
Alla fine della navata, oltre l'altar maggiore, si innalza il coro di forma cubica che svetta sopra il tetto della chiesa e sul quale poggia la cupola. È chiuso con un bottano o tribuna costituita da un cornicione all'esterno e da un ballatoio sorretto da beccatelli all'interno. Nel 1604, quando si cominciò a costruirlo, nacque una discussione sul materiale da impiegare ma alla fine la pietra, benché più cara, la spuntò sui mattoni e il 12 aprile 1605 gli scalpellini Piero di Gropina e Domenico di Certignano si aggiudicarono il lavoro.

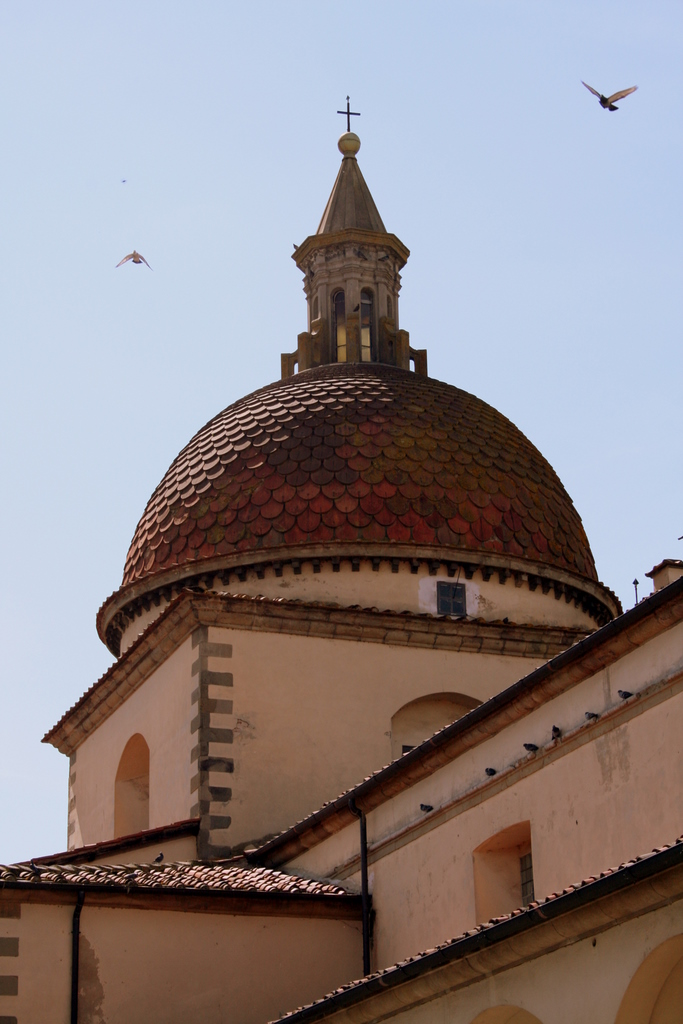
La cupola

### La cupola
Il 26 maggio 1604, mentre ancora si ultimava il coro, l'Opera della Madonna del Giglio chiese la consulenza del mastro muratore Bernardino Quadri per prendere le misure della struttura e fare un calcolo dei materiali necessari alla costruzione della cupola a scaglie di laterizi che avrebbe dovuto starci sopra. Quadri accettò il lavoro e si incaricò anche della fornitura di mattoni e calce ma si chiamò fuori dal tirarla su perché non solo lui, ma nessuno a Montevarchi, aveva le competenze necessarie a farlo. Così il 22 aprile 1607 fu deciso di ricorrere alla consulenza di un architetto di Firenze e la scelta ricadde su Giovan Battista Bettini che in un primo momento si dichiarò disponibile tanto che, in vista della sua venuta a Montevarchi, ordinò quattro catene di ferro che il 9 giugno vennero appositamente fatte fare da un fabbro. Però, al 29 agosto, Bettini non si era ancora presentato in città e dunque si commissionò il progetto e si assegnò la direzione dei lavori a Matteo Nigetti. Sebbene i verbali dell'Opera rammentino solo un «altro muratore fiorentino» Nigetti deve aver accettato l'incarico perché in quell'anno si rifecero le quattro catene e si poté dare il via alla costruzione che terminò nel 1613. Mentre la cupola era in fase di terminazione, in data 26 febbraio 1613, venne chiamato a Montevarchi anche il maestro Tommaso da Firenze per occuparsi della progettazione della lanterna ottagonale che ancora oggi la sovrasta.

### Il campanile

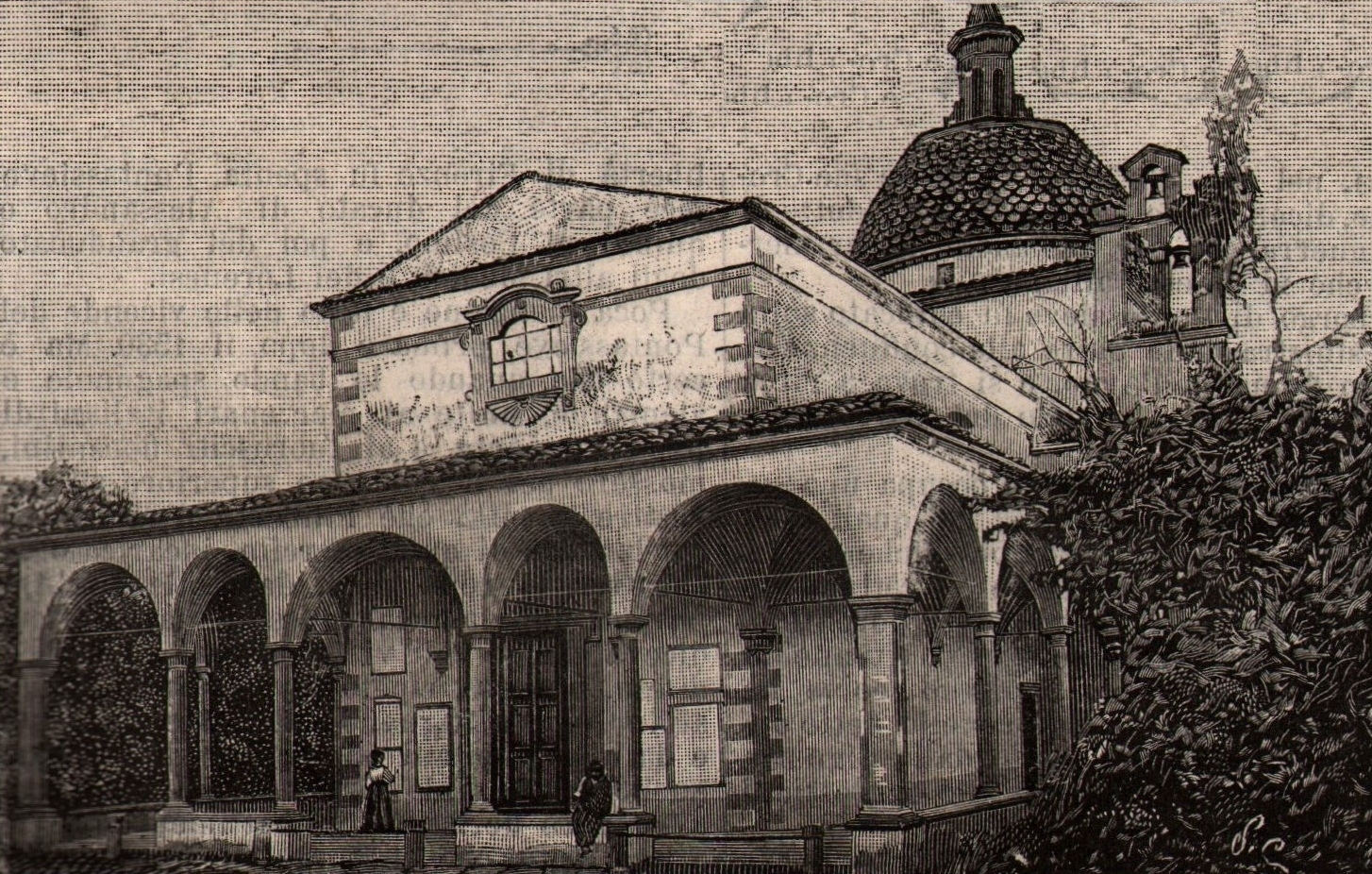
Il campanile con 3 sole campane e il loggiato con ancora le lapidi in una stampa del 1896

La piccola torre campanaria, sul lato destro dell'edificio, è del tipo "a vela" costituita da tre arcate disposte a triangolo. Se ne fa per la prima volta menzione il 2 agosto 1613 data forse della sua costruzione. Dotata all'inizio di sole tre campane, nel 1930 ne inalberò una quarta, la più grande, fusa dalla ditta Bastanzanetti di Arezzo e donata al Giglio dalla marchesa Elisa Alli Maccarani per commemorare la tragica scomparsa del figlio Gastone Brilli-Peri. Nell'autunno 2006 fu aggiunta una 5ºcampana in ricordo di un avvenemento singolare per la città di Montevarchi: la beatificazione di Maria Teresa Scrilli. Sulla campana è incisa la motivazione.

### Il loggiato
Posteriore alla chiesa è il loggiato che la circonda formato da 15 arcate a mezzo tondo sorrette da colonne in pietra serena. È posteriore perché per edificarlo vennero chiusi gli originari quattro finestroni laterali che davano luce all'interno. La struttura serviva soprattutto a riparare le sepolture e a fare in modo che le lapidi funerarie e i resti dei defunti, che qui si seppellivano, non venissero lavati via dalle intemperie. A portare via tutto ci pensarono comunque i cannoneggiamenti del 16 luglio 1944. Il selciato del loggiato, da sempre in terra battuta, fu sostituito nel 1942 dall'attuale pavimento in cotto.

## La chiesa

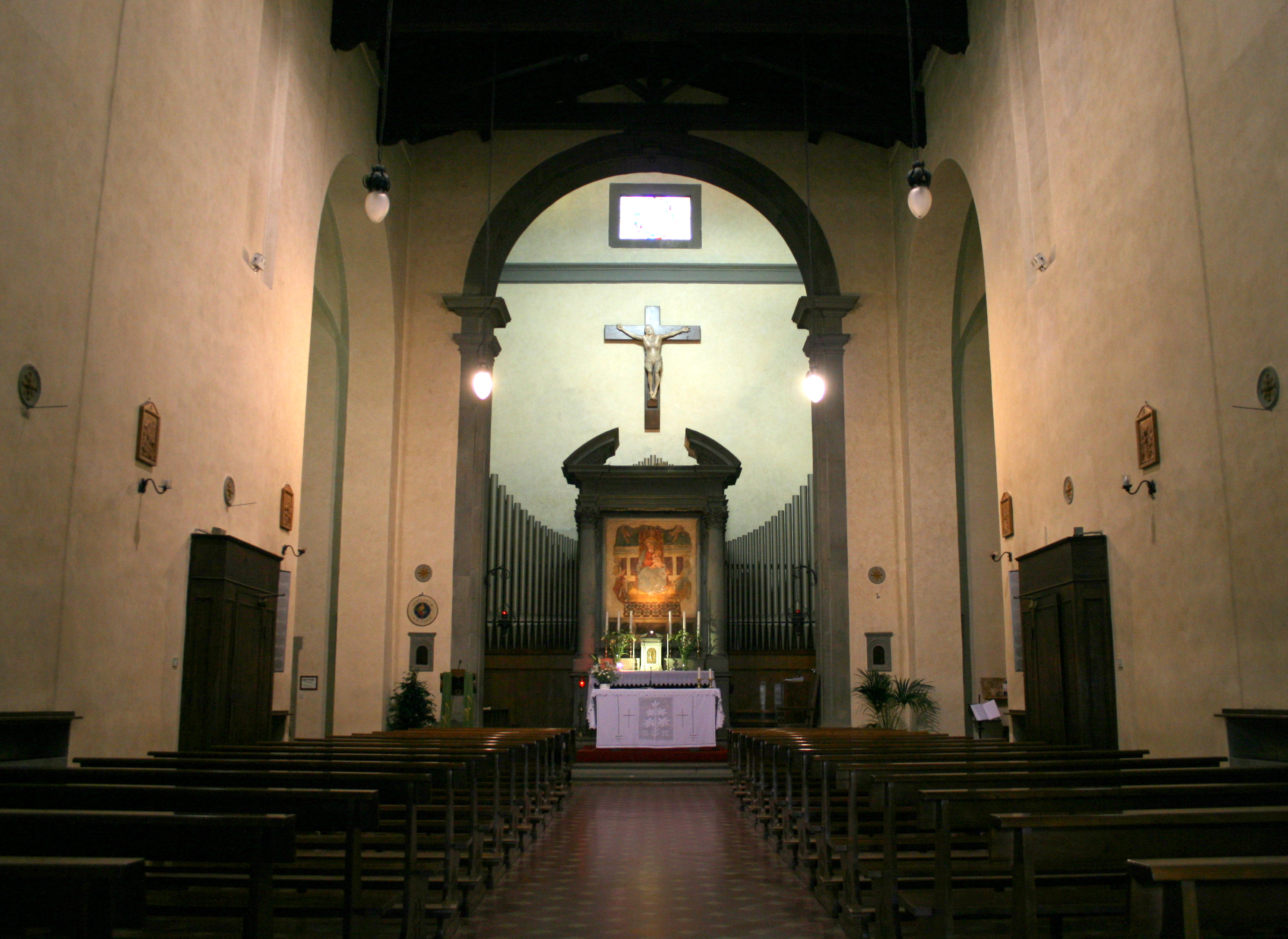
L'interno

La struttura interna dell'edificio è a navata unica di 23 metri di lunghezza e 8 di larghezza, con soffitto a capriate e pavimento in cotto. Solo successivamente, perché manca il transetto, vennero aggiunti il coro e le due cappelle laterali che danno alla chiesa la tipica forma a croce latina. Non avendo più i quattro finestroni laterali, murati dopo l'aggiunta del loggiato ma ancora visibili nella sagoma dall'interno, danno luce alla chiesa la finestrella istoriata della facciata, le quattro finestre del coro, le due finestrine delle cappelle più le otto della lanterna della cupola. Divide la navata dal coro un arco a mezzo tondo in pietra serena decorato con lesene e formelle mentre due semplici archi in muratura si aprono sulle cappelle laterali.

### Cappella del SS. Crocifisso
Sta sulla sinistra rispetto all'altare, misura 5,30x6 metri, ed ha la volta a crociera. Venne edificata su finanziamento di Giuliano Mini e da suo figlio Leonardo come si legge ancora parzialmente sul tabernacolo «IULIANUS MINIUS/ ET LEONARDUS EIUS FILIUS/ MONTEVARCHIENSES/ SACELLUM HOC/ CHRISTO CRUCIFIXO DICATUM». Sopra la porta della canonica c'è un dipinto ad olio, attribuito a Michelangelo Vestrucci, raffigurante il Crocifisso con San Girolamo, San Giuliano, San Francesco e San Leonardo di Vandoeuvre.
Sull'altare è invece la statua moderna del Sacro Cuore di Gesù.

### Cappella della Natività
Sulla destra, identica a quella del Crocifisso per forma e dimensioni, sta la Cappella della Natività di Maria detta anche di Sant'Anna da dove si accede alla sacrestia che sopra la porta ha un altro dipinto ad olio, sempre seicentesco ed attribuito a Michelangelo Vestrucci, rappresentante la Natività di Maria più alcune figuri maschili, probabilmente i committenti dell'opera o della cappella.
Sull'altare una moderna statua di San Giuseppe.

### Altare maggiore

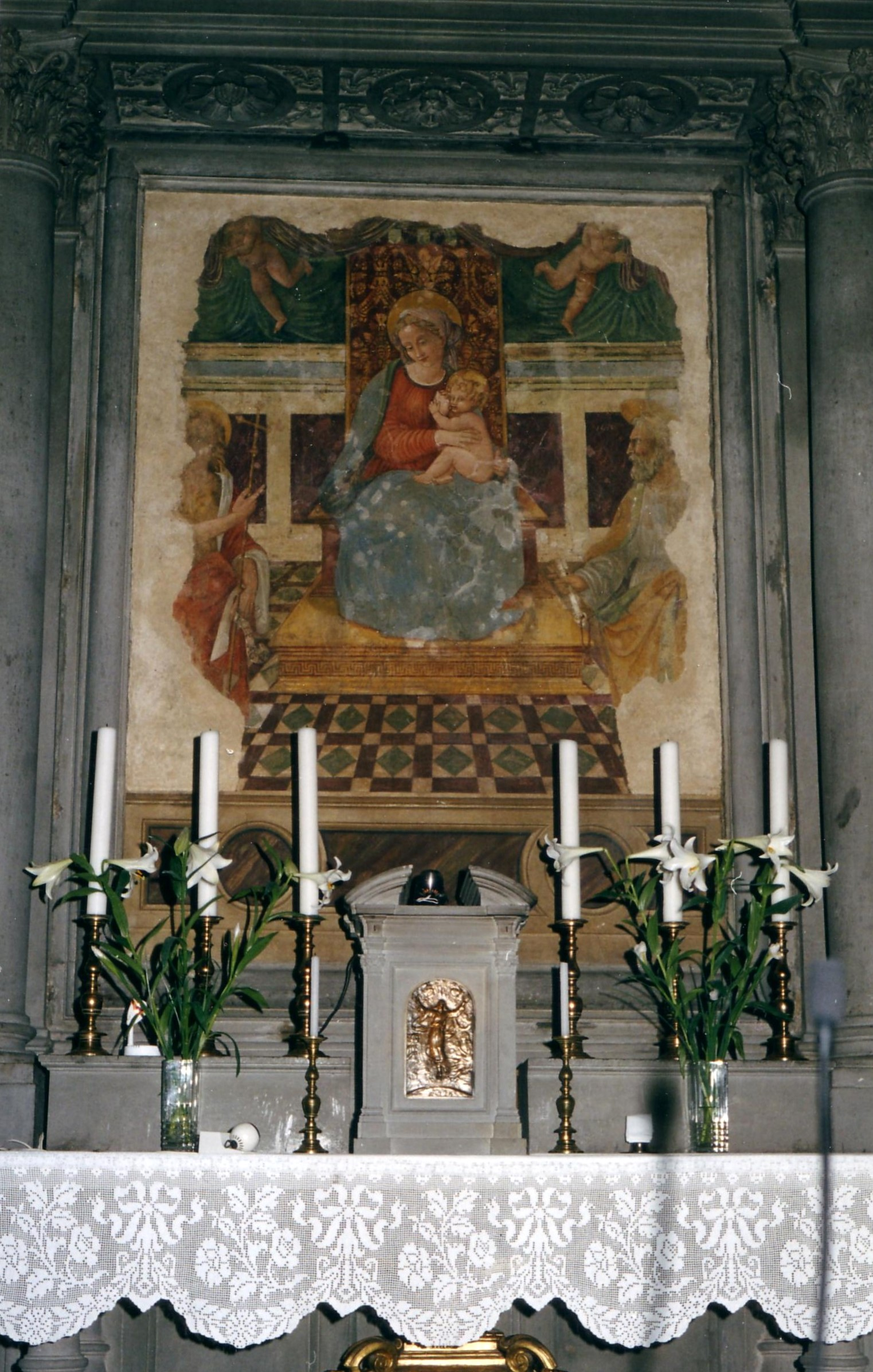
L'altar maggiore di Santa Maria al Giglio

Posto in origine sotto l'arcata centrale e preceduto da una balaustra in pietra, fu nel 1933 spostato sotto il tabernacolo della Madonna e per l'occasione la marchesa Elisa Alli Maccarani donò il ciborio.
La cosiddetta Madonna del Ponte, sopra l'altare, è stata riconosciuta opera di un pittore locale di discendenza peruginesca, Luberto da Montevarchi. L'affresco è incorniciato da due colonne cilindriche laterali che poggiano su pilastri quadrangolari e sormontate da capitelli corinzi che sorreggono un architrave. Questa cornice misura 1,88x2,55 metri. L'immagine venne staccata dal madonnino sul Giglio e messa qui a chiesa ultimata. Tuttavia la nuova cornice era troppo grande rispetto alla pittura e dunque intorno alla figura della Madonna restavano dei vuoti. Per riempirli venne acquistata, il 17 ottobre 1604, una cornice di tela dove, dipinta ad olio, era rappresentata la resurrezione. Tela poi coperta con teste di cherubini e angeli che tenevano una corona sul capo di Maria e ai lati San Michele Arcangelo, un vescovo santo, Santa Chiara e San Rocco. La tela venne rimossa nel 1933 e fu dato incarico al pittore Giovanni Bassan di completare l'affresco aggiungendo i drappeggi e gli angeli svolazzanti in alto, il pavimento in basso e San Giovanni Battista a sinistra del trono e San Pietro a destra.

### Reliquia di Sant' Onorio
In una teca di legno dorato e vetro, sotto l'altare, sono conservate le ossa di un Sant' Onorio martire, ignoto all'agiografia, il cui corpo fu traslato al Giglio dalle catacombe di Roma. Si trovava nella chiesa già nel 1672 come riporta il vescovo Filippo Soldani nella sua visita pastorale aggiungendo che la reliquia aveva l'autentica della curia vaticana emanata il 3 maggio 1664.

### Organo
Il primo organo della chiesa risaliva al 1802 ed era sistemato su una cantoria sopra l'ingresso. La cantoria fu disfatta nel 1933 dal parroco e l'organo venne trasferito nel coro dietro l'altare. Ma non resse ai bombardamenti del '44. L'attuale è datato 1960.Si tratta di un pezzo pregevole della famosa fabbrica organi Mascioni. L'organo è suddiviso in due tastiere e pedaliera, per un totale di 23 registri.

## Vicende ecclesiastiche

### Oratorio
La chiesa di Santa Maria al Giglio cominciò la sua attività religiosa come semplice oratorio. Nella bolla vescovile di istituzione, il vescovo Francesco da Diacceto aveva espressamente ordinato che, proprio per evitare devozioni effimere, ci si officiasse messa ogni giorno. E siccome la chiesa non aveva un sacerdote suo, l'Opera si doveva rivolgere ai religiosi secolari e regolari della città, soprattutto quelli della Collegiata e del Convento cappuccino di San Lorenzo e di quello dei frati minori di San Ludovico. Dopo alcuni anni di sacerdoti che andavano e venivano, dal 13 marzo 1606 fu nominato ufficialmente un cappellano della chiesa con lo stipendio annuo di 168 lire.

### I Servi di Maria
Bartolommeo Lapini di Montevarchi, religioso a Firenze nel convento dei Servi di Maria della SS. Annunziata, il 22 agosto 1606 lanciò la proposta di affidare Santa Maria al Giglio ai frati serviti dato che un benefattore fiorentino dell'ordine avrebbe pensato a finanziare la costruzione di un convento accanto alla chiesa e lui, di famiglia ricca, avrebbe provveduto a mantenere 4 degli 8 frati che vi sarebbero andati ad abitare.
L'Opera si disse d'accordo ma serviva l'assenso del vescovo e dei Signori Nove del Governo di Firenze. I Nove contattarono il governo montevarchino per sapere se anche la politica cittadina approvava e la risposta del 4 luglio 1608 non solo era positiva ma aggiungeva che si erano trovati i fondi per mantenerne 12 di frati. L'affare comunque saltò probabilmente per la non autorizzazione del vescovo e infatti nell'archivio vescovile di Fiesole non c'è alcun documento riguardante l'operazione.

### Priore
L'ultimo cappellano del 1639, Antonio Cuffi, chiese all'Opera di elevare il cappellano della chiesa al titolo di priore e naturalmente di nominare lui al priorato a vita. In cambio Cuffi avrebbe donato tutto il suo patrimonio alla chiesa. L'Opera accettò al volo e il 27 gennaio 1639 Cuffi fece l'atto di donazione davanti al notaio Antonio di Francesco Lapini da Montevarchi. Il 31 gennaio seguente il vescovo Lorenzo della Robbia conferì il titolo di priore al cappellano del Giglio e investì Cuffi del primo priorato.

### Parrocchia e prioria

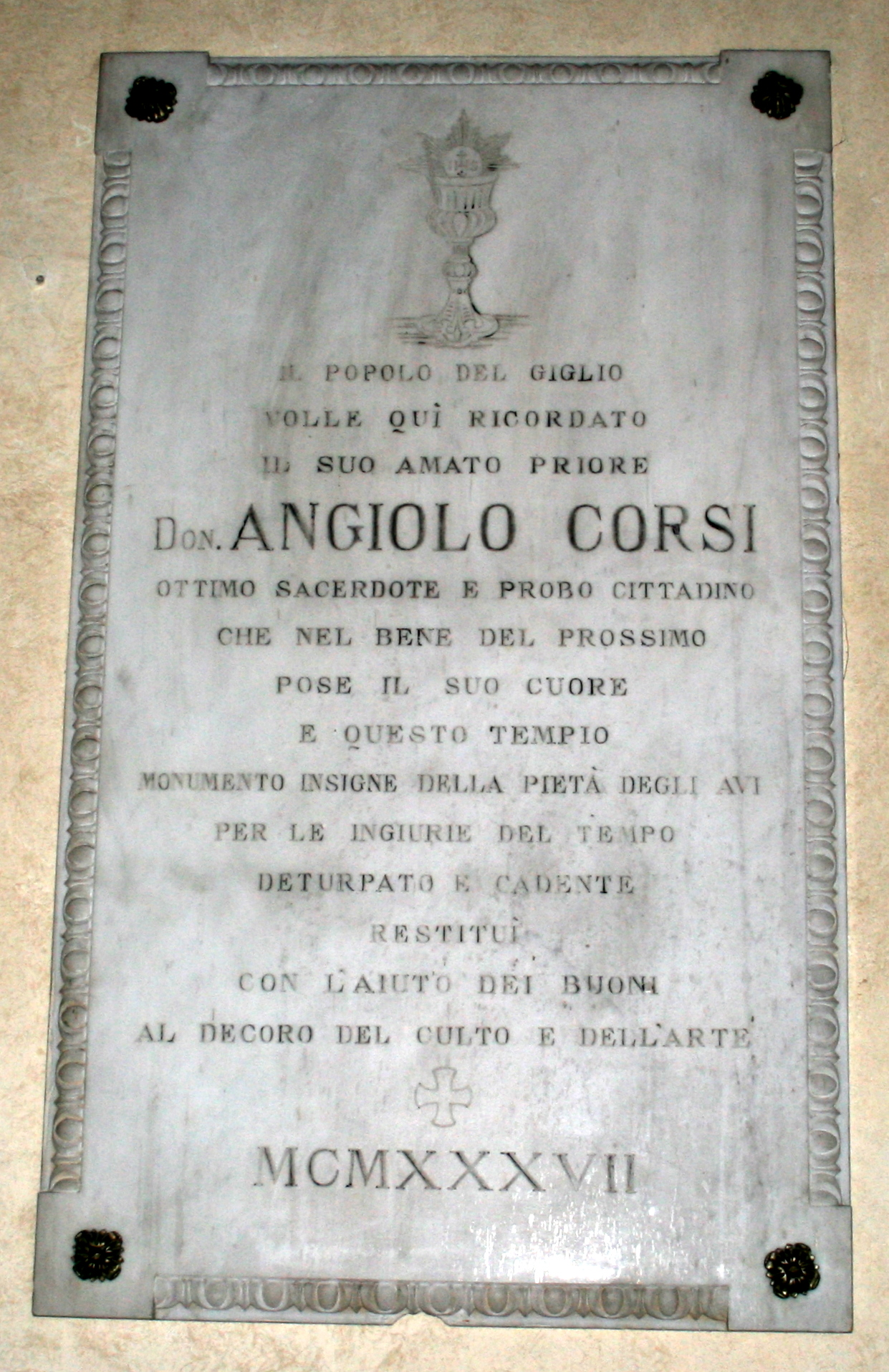
Epigrafe in ricordo di don Angiolo Corsi

Quando il 21 marzo 1785 l'Opera di Santa Maria al Giglio venne soppressa e cominciarono le operazioni di liquidazione dell'ente che terminarono il 5 agosto 1786, il vescovo Ranieri Mancini decise di scorporare la chiesa dalla parrocchia della Collegiata e farne una parrocchia a sé stante. Così il 16 dicembre 1786, con decreto vescovile, nacque la parrocchia e prioria del Giglio intitolata alla Natività di Maria.

## Oratori annessi alla parrocchia

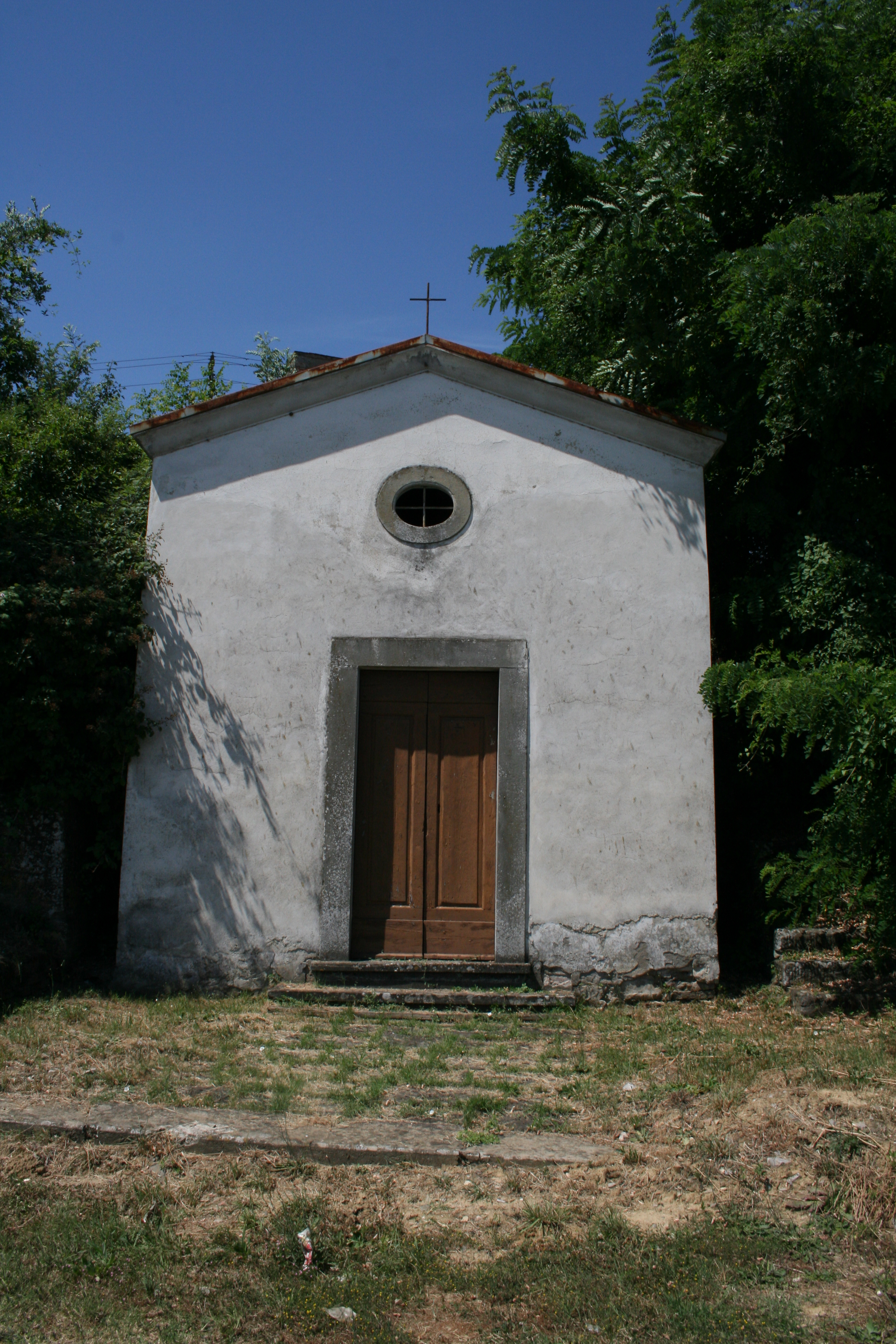
Santa Umiliana de' Cerchi al Poggiolino

### Santa Maria di Renacciolo
Istituito il 23 settembre 1689 come annesso all'ospedale omonimo. Venne sconsacrata nella seconda metà dell'Ottocento. Si trovava in località Spedaluzzo.

### Santa Umiliana de' Cerchi
Eretto nel 1848 come annesso alla proprietà della famiglia Cerchi di Firenze a cui apparteneva la santa. Si trova in località Poggiolino.

### San Giuseppe
Consacrato il 20 ottobre 1871 e annesso a Villa Pettini su richiesta del proprietario Giuseppe Pettini e con decreto del vescovo Lorenzo Frescobaldi. Oggi integrato nel convento delle Suore Minime del Sacro Cuore.

### Oratorio delle suore Calasanziane
Consacrato il 21 ottobre 1930 dopo che la marchesa Elisa vedova Brilli Peri aveva donato tutte le sue proprietà montevarchine e fiorentine all'ordine. Scelse le Calasanziane perché uno dei loro conventi era contiguo alla sua casa di Firenze in via Guelfa.

### Oratorio della Gruccia
Costruito nel 1948 come sede di una nuova parrocchia che però non ha mai visto la luce.

## Compagnie Laicali del Giglio
- Compagnia di Carità (1785-1792). Istituita dal granduca per il trasporto dei malati e dei cadaveri al cimitero venne poi fatta confluire nella compagnia del SS. Sacramento.
- SS. Sacramento (1792). È attiva ancora oggi e assiste ai funerali e alle processioni. Dodici dei suoi membri, il giovedì Santo, fanno le veci degli apostoli nel rito della Lavanda dei Piedi.
- Madonna del Carmine (1819-1896)
- Sacro Cuore (1866-?)
- Sacre Quarantore (1876-1909)
- Santissima Concezione (1886-1896)
- San Giuseppe (1886-?)
- Santissimo Rosario (1886-?)
- Adoratori del SS. Sacramento (3 gennaio 1915-?)
- Apostolato della Preghiera (1935)
- Azione Cattolica (1938)
- Dame della Carità (1946)
- Terz' ordine francescano (1946)

## Famiglie religiose nel territorio della parrocchia del Giglio
- Suore Calasanziane. A Villa Brilli Peri dal 1930.
- Minime Suore del Sacro Cuore. A Villa Pettini dal 1968.